# 土屋斗紀雄
土屋 斗紀雄（つちや ときお、1952年6月23日 -）は、日本の脚本家・構成作家。「倉成 柊一郎（くらなり しゅういちろう）」の筆名も用いる。1995年から1999年頃まで ”土屋斗紀O”名義を用いていた時期もあった。

## 来歴
東京都品川区出身。小学生から高校生の頃まで広島で過ごす。成蹊大学文学部日本文学科を卒業後は約1年間会社勤め、その後シナリオ学校を経て、30歳少し前の頃に『太陽にほえろ!』のプロット募集に採用されたのをきっかけに脚本家に転身。下積み時代は、小川英に師事した。
シナリオライターとしてのデビュー作は、『太陽にほえろ!』。その後、1980年代半ばからは、テレビアニメの脚本も多数手掛けた。
現在は、ドラマの脚本を担当する事が多い。
『世にも奇妙な物語』の第一回では脚本と監修で参加した。『税務調査官・窓際太郎の事件簿』では第一回から参加しているが第十二回目からは土屋六郎名義でクレジットされている。

## 主な参加作品

### 特撮、テレビドラマ
- 世にも奇妙な物語 シリーズ
  - 第1シリーズ「恐怖の手触り」
  - 第1シリーズ「楊貴妃の双六」
  - 第1シリーズ「猿の手様」「死後の苦労」※同回に2話脚本
  - 第2シリーズ「時間よ止まれ」「あの日に帰りたい」※同回に2話脚本
  - 第2シリーズ「心霊写真」「ベビーシッター」※同回に2話脚本
  - 第2シリーズ「チャネリング」「毛皮が脱げない」「海亀のスープ」※同回3話全脚本
  - 1990年秋の特別編「絶対イヤ！」
- 太陽にほえろ!
- ロボット8ちゃん
- バッテンロボ丸
- スケバン刑事
- スケバン刑事II 少女鉄仮面伝説
- 熱っぽいの!
- 刑事貴族2
- 泥棒に手を出すな!
- おばさんデカ 桜乙女の事件帖
- 税務調査官・窓際太郎の事件簿

### テレビアニメ
- 魔法のプリンセス ミンキーモモ（第1作）
- さすがの猿飛
- 未来警察ウラシマン
- みゆき
- ストップ!! ひばりくん!
- 魔法の天使クリィミーマミ
- 伊賀野カバ丸…シリーズ構成担当。
- GU-GUガンモ
- チックンタックン
- うる星やつら
- 魔法の妖精ペルシャ
- 北斗の拳
- タッチ
- めぞん一刻…開始当初はシリーズ構成担当。

### 実写映画
- CAT'S EYE キャッツ・アイ

## 関連人物
- 小川英